# Bannō Bunka Nekomusume
Bannō Bunka Nekomusume (jap. 万能文化猫娘, dt. „Allzweck-Kultur-Katzenmädchen“), kurz: Banneko (万猫), ist ein Manga von Yūzō Takada (3×3 Augen, Blue Seed). Dieser wurde zweimal als OVA und einmal als Anime-Fernsehserie umgesetzt.

## Handlung
Der Mishima-Konzern (三島コンツェルン, Mishima kontserun) will den Androiden NK-1124 für militärische Zwecke nutzen. Kyūsaku Natsume (夏目 久作), ein genialer Wissenschaftler und der Ehemann der Konzernvorsitzenden Akiko (夏目 晶子), möchte nicht, dass seine Erfindung als Waffe missbraucht wird. Kurzerhand flieht er vor seiner Frau, im Gepäck nur den Androiden-Prototypen und seinen Sohn Ryūnosuke (夏目 龍之介). Auf der Flucht wird die Katze, mit der sich Ryūnosukes kurz vorher angefreundet hat, tödlich verletzt. Kyusaku rettet ihr Leben, indem er kurzerhand das Gehirn der Katze in den Androidenkörper einbaut. Nuku Nuku (ヌクヌク) ist geboren. Sie ist ein junges Mädchen mit den Reflexen einer Katze und der übermenschlichen Kraft eines Kampf-Androiden. Zusätzlich besitzt sie den Spieltrieb eines jungen Kätzchens, liebt Fisch und ist im Umgang mit Menschen sehr unbedarft.
Die Ehefrau von Kyūsaku greift zu allen Mitteln (und allen Waffen ihres Konzerns) um ihren Sohn zurückzubekommen. Doch sie hat nicht mit Nuku Nuku gerechnet. Wild entschlossen verteidigt sie ihre kleine Familie gegen alle Angriffe.

## Manga
Der Manga von Yūzō Takada erschien 1990 im Manga-Magazin Weekly Manga Action Zōkan („Sondernummer“) und Zōkan-Ō beim Verlag Futabasha. Ein Einzelband (ISBN 4-575-93545-X) erschien Dezember 1997 von Yūzō Takada und Yūji Moriyama, der Character Designer und Animationsregisseur der 1. OVA war. Am 24. August 2004 erschien der Manga in den USA bei ADV Manga unter dem Titel All Purpose Cultural Cat Girl Nuku Nuku.
Ab Ausgabe 12/1997 erschien im Magazin Shōnen Ace von Kadokawa Shoten eine getreue Umsetzung der 1. OVA als Manga durch Yūzō Takada unter dem Namen Shin Bannō Bunka Nekomusume (新・万能文化猫娘, dt. „Das neue Bannō Bunka Nekomusume“). Diese erschien Februar 1999 ebenfalls in einem Band (ISBN 4-04-713273-X).

## Anime

### Bannō Bunka Nekomusume (OVA)
1992 erschien die erste 6-teilige OVA mit je 30 Minuten Laufzeit vom Studio Animate Film mit Unterstützung von Studio Fantasia unter der Regie von Yoshio Ishiwata. Die OVA erschien in den USA bei ADV Films und in Italien.
Die Hintergrundmusik stammte bis Folge 3 von Hiroshi Matsuda and Beat Club und ab Folge 4 von Vink. Als Vorspann wurde zuerst Watashi ni Happy Birthday (私にハッピーバースデイ, Watashi ni Happī Bāsudei, dt. „Happy Birthday für mich“) und dann Yume Hurry Up (夢 Hurry Up) verwendet, sowie als Abspann zuerst Haruneko Fushiki Tsukiyo – Oshiete Happiness (春貓不思議月夜－おしえてHappiness –, dt. etwa: „Das Frühlingskatzenwunder in der mondhellen Nacht – Sag mir was Glück ist“) und dann Harikitte Trying! (はりきってTrying!, dt. etwa „In bester Laune und sein bestes gebend“). Alle wurden von Megumi Hayashibara gesungen, der Synchronstimme von Nuku Nuku. Haruneko Fushiki Tsukiyo – Oshiete Happiness wurde am 5. August 1992 gemeinsam mit dem Image Song Touch me softly auf einer Single veröffentlicht, die 2 Wochen lang in den Charts war mit einer Höchstplatzierung 49. Yume Hurry Up und Harikitte Trying! wurden am 26. November 1993 ebenfalls gemeinsam auf einer Single veröffentlicht, die sich 1 Woche auf Platz 58 in den Oricon wiederfand.

### Bannō Bunka Nekomusume (TV)
Vom 7. Januar bis zum 25. März 1998 wurde auf TV Tokyo die Fernsehserie Bannō Bunka Nekomusume ausgestrahlt. Das Studio war Ashi Production, wobei Yoshitaka Fujimoto die Regie führte. Zusätzlich zu den 12 ausgestrahlten Folgen, enthielt die Videoveröffentlichung 2 zusätzliche Folgen. Die Serie erschien in den USA bei ADV Films.
Die Hintergrundmusik wurde von B-cats komponiert. Der Vorspann Fine Colorday („dt. Ein schöner, farbiger Tag“) und der Abspann Oyasuminasai, Ashita wa Ohayō (おやすみなさい 明日はおはよう, dt. „Gute Nacht, guten Morgen“) wurden wieder von Megumi Hayashibara gesungen. Beide wurden zusammen am 4. Februar 1998 auf einer Single veröffentlicht, die 7 Wochen in den Charts war und Platz 9 erreichte.

### Bannō Bunka Nekomusume Dash!
Ab 1998 erschien ein 2. OVA mit 12 Episoden namens Bannō Bunka Nekomusume Dash! ebenfalls von Ashi Production mit dem weitgehend demselben Stab wie bei der Fernsehserie. Die OVA erschien ab Oktober 2005 in den USA bei ADV Films.
Der Vorspann A House Cat („Eine Hauskatze“) und der Vorspann Shiawase wa Chiisana Tsumikasane (幸せは小さなつみかさね, dt. „Glück ist ein winziger Haufen“) wurden von Megumi Hayashibara gesungen. Die am 4. September 1998 erschienene Single zu beiden war 6 Wochen in den Charts und erreichte Platz 6.

### Blu-ray-Box
Am 8. September 2010 veröffentlichte Starchild alle drei Serien in einer Blu-ray-Box. Diese enthielt zusätzlich eine CD mit den Vor- und Abspanntiteln sowie eine Hörspiel-CD.

### Synchronsprecher
| Rolle             | japanischer Sprecher (Seiyū) |
| ----------------- | ---------------------------- |
| Nuku Nuku         | Megumi Hayashibara           |
| Ryūnosuke Natsume | Kazue Ikura                  |
| Kyūsaku Natsume   | Akira Kamiya                 |
| Akiko Natsume     | Saeko Shimazu                |
| Kyōko             | Akiko Hiramatsu              |
| Arisa             | Aya Hisakawa                 |